# Escena de Avanzada
Escena de Avanzada es el nombre que recibe un conjunto de obras, artistas y escritores que tienen lugar en la escena artística chilena posterior al Golpe de Estado del 11 de septiembre de 1973.

## Contexto
El golpe de Estado significó un grave trauma para la escena artística chilena. Hacia la mitad de la década del '60 el arte chileno se había desarrollado en dos frentes: uno que tiene una vocación más internacional y crítico, que recoge las experimentaciones del arte conceptual y de ciertas aproximaciones al arte póvera (representado por artistas como Francisco Brugnoli y Virginia Errázuriz); y otro que estaba más comprometido con el contexto político, en el que se jugaba la posibilidad de un gobierno de corte neomarxista, que finalmente llevaría en 1970 a Salvador Allende a la presidencia de la república. Frente a esto muchos artistas se comprometieron con la causa popular, con lo que la escena se identificó con un perfil izquierdista.
Con la llegada de la dictadura militar se impone un régimen de censura y persecución generalizado a los medios de prensa, repercutiendo este control muy particularmente dentro de la escena cultural local. En la plástica, esto provocó un retraimiento de los artistas chilenos, los cuales quedan limitados a una acción a nivel particular o en el exilio (en muchos casos autoexilio, como consta en varias crónicas privadas de la época). Sumado a esto, y como consecuencia de la intervención militar en las rectorías y direcciones universitarias a nivel general, se impulsó la política de privatización de la iniciativa artística, lo cual limitó el campo de exhibición de la plástica de vanguardia de la época a participación en algunas galerías privadas de corte experimental. 

## Producción artística
En un primer momento, después del golpe de Estado, la producción artística se paraliza. Sólo después de que pasara la parte más brutal de la represión, hacia 1977, comenzaron a emerger los primeros asomos de una renovación artística. Las primeras señales provienen de un movimiento reflexivo del campo pictórico (la pintura había sido la directriz que guiaba el desarrollo del arte chileno) que ponen en cuestión su vocación más artesanal para llevarla a una más crítica. Acá se destacan artistas como Gonzalo Díaz Cuevas, Eduardo Garreaud, Roser Bru, Eugenio Dittborn, Francisco Smythe.
Luego de eso se produce una renovación más radical de los medios y recursos representacionales, que recogen experiencias internacionales como los del arte conceptual de los '60 y '70, y una alta sintonía con la acción de arte o performance, el body art, los happening y el land art. De este grupo se destacan los artistas del colectivo CADA como Lotty Rosenfeld y Juan Castillo, además de los escritores de este colectivo Diamela Eltit y Raúl Zurita; también los artistas Carlos Leppe, Alfredo Jaar, Francisco Copello, Juan Domingo Dávila, y Carlos Altamirano.
Todos ellos compartían, entre otras cosas, la utilización de un lenguaje críptico y complejo, como un modo de evadir la censura del régimen. Esto requirió de la renovación de la crítica de arte. Se destacan en este aspecto críticos y teóricos como Ronald Kay, Adriana Valdés, Justo Pastor Mellado y Pablo Oyarzún. Pero la más determinante en este campo fue la teórica Nelly Richard, quien fue la que acuñó el término de Escena de Avanzada, y cuyo libro Márgenes e Instituciones; arte en Chile desde 1973 es una referencia capital para el estudio del periodo.